# علی محمودی خلخالی
علی محمودی خلخالی (زاده ٣١ خرداد ١٣٧٧) عضو تیم ملی شنای ناشنوایان ایران است که توانست در بازی‌های ناشنوایان آسیا و اقیانوسیه دو مدال برنز کسب کند. علی محمودی خلخالی تاکنون اولین و تنها فردیست که توانسته نماینده ایران در مسابقات المپیک ناشنوایان در رشته شنا باشد و به فینال این مسابقات راه پیدا کند.وی توانست دو مدال برنز بازیهای ناشنوایان آسیا و اقیانوسیه را کسب کند که رکورد تاریخی در ورزش ناشنوایان ایران است. وی از ١٠ سالگی به شنا مشغول بوده و از 15 سالگی عضو تیم ملی شنا  ایران است.و به او لقب کوسه سفید داده اند. 

## زندگی‌نامه
علی محمودی خلخالی در سال ۱۳۷۷ در خانواده‌ای ورزشکار در شهر تهران به دنیا آمد. او به تشویق پدرش به ورزش شنا روی آورد. در ابتدا تخصص شنای قورباغه را برگزید و نخستین مدالش را در یکی از ماده‌های قورباغه به دست آورد. پس از آن، رفته‌رفته به تخصص شنای آزاد گرایید و در نهایت، در ۱۵ سالگی تخصص اصلی‌اش، یعنی قورباغه و شنای مختلط را آغاز کرد. محمودی خلخالی در اولین مسابقهٔ برون‌مرزی خود، در ۱۷ سالگی در کشور تایوان توانست رکورد شنای ۱۰۰ و ۲۰۰  متر کرال سینه و ۲۰۰ متر کرال پشت ایران را جابه‌جا کند.

## یادکرد
1. ↑  ایران، کمیته ملی المپیک جمهوری اسلامی. «کسب 28 مدال توسط ناشنوایان ایران در بازیهای آسیا – اقیانوسیه». کمیته ملی المپیک جمهوری اسلامی ایران. پارامتر |پیوند= ناموجود یا خالی (کمک); پارامتر |تاریخ بازیابی= نیاز به وارد کردن |پیوند= دارد (کمک)
2. ↑  10 (۲۰۱۷-۰۵-۰۷). «آماده سازي شناگران ناشنوا براي المپيك 2017». ایرنا. دریافت‌شده در ۲۰۲۴-۱۰-۳۰.
3. ↑  «رعد: آماده سازی شناگران ناشنوا برای المپیک 2017». raad-charity.org. دریافت‌شده در ۲۰۲۴-۱۰-۳۰.
4. ↑  «تیم تهران قهرمان مسابقات قهرمانی کشور شنای ناشنوایان شد». همشهری آنلاین. ۲۰۱۶-۰۹-۱۸. دریافت‌شده در ۲۰۲۴-۱۰-۳۰.
5. ↑  «معرفی برترین‌های مسابقات شنا انتخابی تیم ملی ناشنوایان - تسنیم». خبرگزاری تسنیم | Tasnim. دریافت‌شده در ۲۰۲۴-۱۰-۳۰.
6. ↑  «نفرات برتر شنای مردان معرفی شدند». خبرگزاری مهر | اخبار ایران و جهان | Mehr News Agency. ۲۰۱۴-۱۲-۲۰. دریافت‌شده در ۲۰۲۴-۱۰-۳۰.
7. ↑  10 (۲۰۱۷-۰۸-۰۲). «درخشش تهراني ها با صدرنشيني درالمپياد ورزشي دانشجويان علمي كاربردي». ایرنا. دریافت‌شده در ۲۰۲۴-۱۰-۳۰.
8. ↑  «معرفی برترین‌های مسابقات شنا انتخابی تیم ملی ناشنوایان». پارس نیوز. ۲۰۲۴-۱۰-۳۰. دریافت‌شده در ۲۰۲۴-۱۰-۳۰.
9. ↑  10 (۲۰۱۵-۰۸-۱۷). «اردوي تيم هاي شنا و دوچرخه سواري ناشنوايان آغاز شد». ایرنا. دریافت‌شده در ۲۰۲۴-۱۰-۳۱.